# Porecatu (kommun)
Porecatu är en kommun i Brasilien.   Den ligger i delstaten Paraná, i den södra delen av landet, 900 km söder om huvudstaden Brasília. Antalet invånare är 14 183.
Följande samhällen finns i Porecatu:
- Porecatu

Omgivningarna runt Porecatu är en mosaik av jordbruksmark och naturlig växtlighet. Runt Porecatu är det ganska tätbefolkat, med 58 invånare per kvadratkilometer.